# El Venado, Michoacán de Ocampo
El Venado är en ort i Mexiko.   Den ligger i kommunen Epitacio Huerta och delstaten Michoacán de Ocampo, i den sydöstra delen av landet, 140 km nordväst om huvudstaden Mexico City. El Venado ligger 2 517 meter över havet och antalet invånare är 157.
Terrängen runt El Venado är kuperad västerut, men österut är den platt. Runt El Venado är det ganska tätbefolkat, med 62 invånare per kvadratkilometer. Närmaste större samhälle är Amealco, 13,5 km öster om El Venado. Trakten runt El Venado består till största delen av jordbruksmark.